# Trauungschor (Bruckner)
Trauungschor, WAB 49, ist ein Hochzeitslied, das von Anton Bruckner am 8. Januar 1865 komponiert wurde.

## Geschichte
Bruckner komponierte das Lied für die Trauung seines Freundes Karl Kerschbaum, Vorsitzender der Liedertafel Frohsinn, mit Maria Schimatschek, einer Konzertsängerin und Tochter von Franz Schimatschek. Das Stück wurde von Frohsinn mit Bruckner an der Orgel am 5. Februar 1865 während der Hochzeitsfeier in der Linzer Stadtpfarrkirche aufgeführt.
Das Originalmanuskript befindet sich im Frohsinn-Archiv der Linzer Singakademie. Nach dieser einzigen Aufführung geriet die Musik in Vergessenheit. Es wurde erstmals in Band III/2, S. 219–224 der Göllerich/Auer-Biografie veröffentlicht. Es ist in Band XXIII/2, Nr. 18 der Gesamtausgabe eingefügt.

## Text
Das Werk basiert auf einem Text von Franz Isidor Proschko.
O schöner Tag, o dreimal sel’ge Stunde,

wo ich empfing das neue Sakrament,

wo Gottes Priester meine Hand gesegnet,

zum heiligen Bunde, den der Tod nur trennt.

Wollt ihr sanft wie Engel wandeln

eure Bahn durch diese Zeit,

nehmt im Denken, nehmt im Handeln

nur den Frieden zum Geleit!

## Musik
Das insgesamt 55-Takte lange Werk in F-Dur ist für Männerchor, Männerquartett und Orgel besetzt. Die Vertonung der ersten Strophe (Takte 1–17) wird vom Chor gesungen. Die Vertonung der zweiten Strophe (Takte 18–38) wird vom Vokalquartett gesungen. Danach wird die erste Strophe da capo wiederholt.
In der Linzer Zeitung vom 8. Februar 1865 wurde das Werk als „einzigartiges Produkt der originellen Geistesschöpfung“ gepriesen.

## Diskografie
Es gibt zwei Aufnahmen des Trauungschores:
- Thomas Kerbl, Chorvereinigung Bruckner 08, Anton Bruckner Männerchöre – CD: LIVA 027, 2008
- Yoshihiko Iwasa, MGV Tokyo Lieder Tafel 1925 (TLT), MGV Tokyo Lieder Tafel 1925 – CD herausgegeben vom Chor, 2016